# Instytut Curie

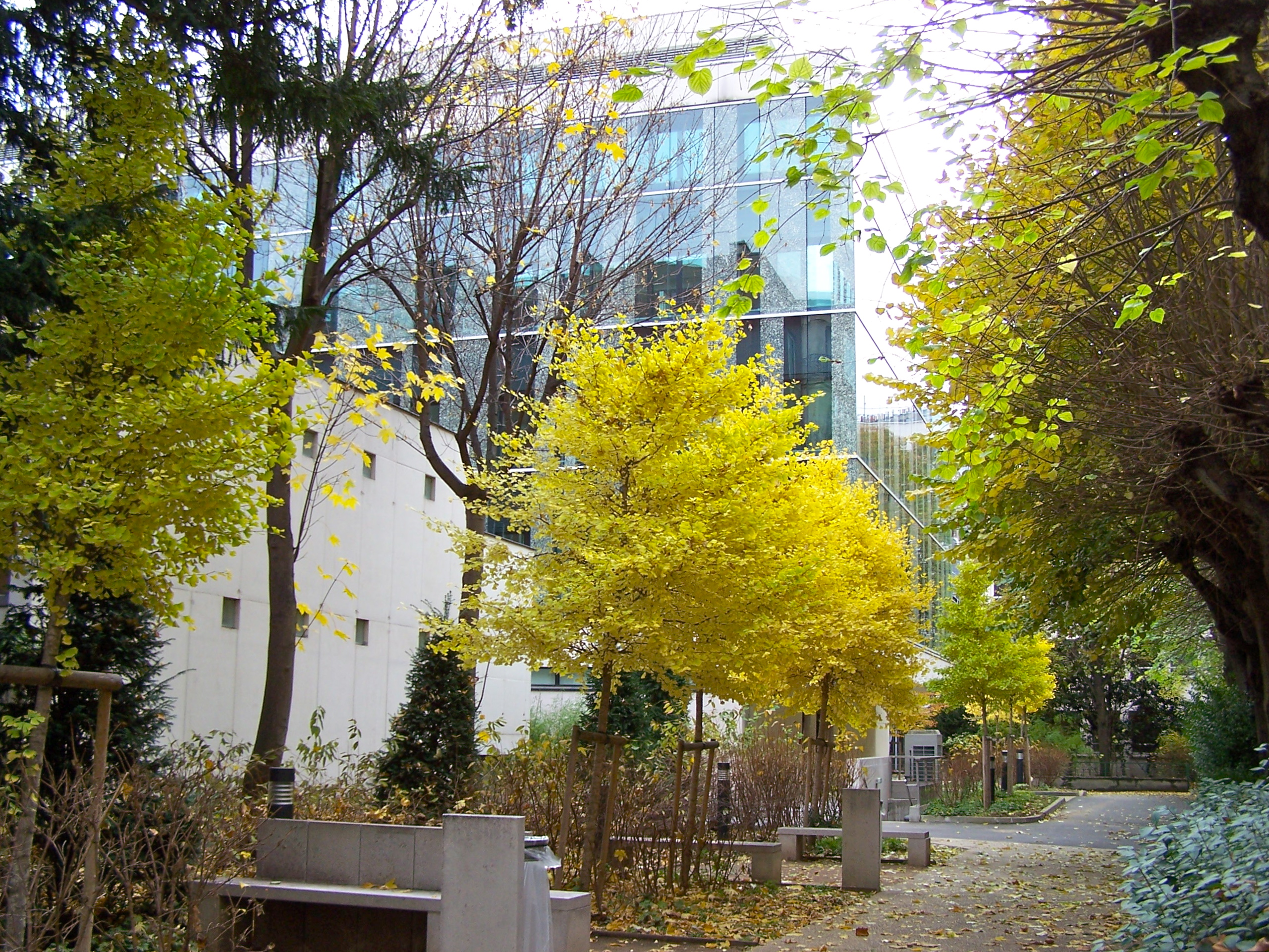
Centrum Medyczne Instytutu Curie w Paryżu

Instytut Curie (fr. Institut Curie) – jest fundacją uznaną za użyteczność publiczną od 1921 roku. Jej ambicje, od czasu jej utworzenia przez Maria Skłodowska-Curie, koncentrowały się wokół trzech misji: badań, opieki, ochrony i przekazywania wiedzy.
Wszystkie działania prowadzone przez Instytut Curie, umożliwiające mu wypełnianie swoich misji, prowadzone są w ramach 3 podmiotów: najnowocześniejszego kompleksu szpitalnego w dziedzinie onkologii w trzech lokalizacjach (Paryż, Orsay i Saint-Cloud), centrum Międzynarodowe centrum badawcze, w którym naukowcy pracują w 88 zespołach badawczych i siedzibie głównej fundacji.
Instytut Curie skupia 3586 badaczy, lekarzy, opiekunów, techników i pracowników administracyjnych.